# Forcipomyia myrmecophila
Forcipomyia myrmecophila är en tvåvingeart som först beskrevs av Egger 1863.  Forcipomyia myrmecophila ingår i släktet Forcipomyia och familjen svidknott. Inga underarter finns listade i Catalogue of Life.